# Felipe Abib
Felipe Abib (Rio de Janeiro, 14 de dezembro de 1982) é um ator brasileiro.

## Biografia
Felipe é neto de libaneses que migraram para o Brasil na década de 30. Iniciou a carreira estudando teatro em 2003, no Tablado. Formou-se na Escola Técnica Estadual de Teatro Martins Penna e depois, fez bacharelado em Teatro em 2007, pela UniverCidade. Porém, antes disso, Felipe chegou a cursar três anos de Medicina Veterinária na Universidade Federal de Mato Grosso - UFMT, em Cuiabá - MT.

## Carreira
No teatro integrou o elenco das peças Pterodátilos e Corte Seco. Entre 2007 e 2009, percorreu mais de 50 cidades com o espetáculo Cachorro!, livremente inspirado na obra de Nelson Rodrigues. Atuou também nas peças Canção de Mim Mesmo, Casamento Até na Porta da Igreja se Desmancha  e Ferrugem.
Estrelou inúmeras campanhas publicitárias para marcas como Bradesco Seguros e Coca-Cola. Foi ele quem emplacou o bordão “vai que...” em um comercial de televisão.
No cinema, Felipe atuou nos longas Faroeste Caboclo, como o vilão Jeremias, "Vai que Dá Certo" e em 180º.
Em 2016 participou da segunda temporada da série da HBO Magnífica 70 como o policial Santos. Em 2017 rodou o longa Paraíso Perdido. Em 2018 estrelou a série Amigo de Aluguel da Universal Channel.

## Filmografia

### Televisão
| Ano           | Título                    | Personagem            | Notas                    | Ref.        |
| ------------- | ------------------------- | --------------------- | ------------------------ | ----------- |
| 2007          | Linha Direta              | Roberto               | Caso Césio 137           |             |
| 2011          | Batendo Ponto             | Paiva                 | Especial de final de ano | [ 4 ] [ 5 ] |
| 2012          | Avenida Brasil            | Jimmy Bastos          |                          | [ 1 ]       |
| 2013          | Tapas & Beijos            | Leléu                 |                          | [ 6 ] [ 7 ] |
| 2013          | A Mulher do Prefeito      | Seixas                |                          |             |
| 2014          | Geração Brasil            | Ernesto Avelar        |                          | [ 8 ] [ 9 ] |
| 2016          | Magnífica 70              | Policial Santos       |                          |             |
| 2017          | Cidade Proibida           | Milton                | Episódio: "Caso Vera"    |             |
| 2018          | Amigo de Aluguel          | Fred                  |                          |             |
| 2019–presente | Mal Me Quer               | Marcel                |                          | [ 10 ]      |
| 2021          | Quanto Mais Vida, Melhor! | Ronildo Marino (Roni) |                          | [ 11 ]      |
| 2023          | Últimas Férias            | Mário Sendero         |                          |             |
| 2024          | Pedaço de Mim             | Oscar Oliveira        |                          |             |
| 2024          | Garota do Momento         | Nelson Pacheco        |                          |             |

### Cinema
| Ano  | Filme                      | Personagem   | Notas          | Ref.   |
| ---- | -------------------------- | ------------ | -------------- | ------ |
| 2010 | O Bolo                     | Bernardo     | Curta-metragem | [ 12 ] |
| 2011 | 180°                       | Bernardo     |                | [ 1 ]  |
| 2013 | Vai que Dá Certo           | Tonico       |                | [ 6 ]  |
| 2013 | Faroeste Caboclo           | Jeremias     |                | [ 1 ]  |
| 2016 | This Is Not a Song of Hope | Pernambucano | Curta-metragem | [ 13 ] |
| 2016 | Vai que Dá Certo 2         | Tonico       |                |        |
| 2017 | Altas Expectativas         | Tassius      |                |        |
| 2018 | Paraíso Perdido            | Joca         |                |        |
| 2021 | Quem Vai Ficar com Mário?  | Fernando     |                | [ 14 ] |
| 2023 | Fervo                      | Léo          |                |        |

## Teatro
| Ano  | Peça                                          | Papel            | Ref.  |
| ---- | --------------------------------------------- | ---------------- | ----- |
| 2005 | Ferrugem                                      |                  | [ 1 ] |
| 2005 | Casamento Até na Porta da Igreja se Desmancha |                  | [ 1 ] |
| 2006 | Canção de Mim Mesmo                           |                  | [ 1 ] |
| 2007 | Cachorro!                                     | Amigo de Aprígio | [ 1 ] |
| 2010 | Corte Seco                                    | Todd             | [ 1 ] |
| 2010 | Pterodátilos                                  | Tom              | [ 1 ] |
| 2012 | O Desaparecimento do elefante                 |                  |       |
| 2013 | Maravilhoso                                   | Miguel           | [ 1 ] |
| 2013 | Philodendrus                                  |                  |       |

## Prêmios e indicações
| Ano  | Premiação                           | Categoria                       | Indicação                 | Resultado | Ref.   |
| ---- | ----------------------------------- | ------------------------------- | ------------------------- | --------- | ------ |
| 2011 | Prêmio APTR de Teatro               | Melhor Ator Coadjuvante         | Pterodátilos              | Indicado  | [ 15 ] |
| 2011 | Prêmio Cenym de Teatro              | Melhor Ator Coadjuvante         | Pterodátilos              | Indicado  | [ 16 ] |
| 2011 | Prêmio Cenym de Teatro              | Melhor Elenco                   | Pterodátilos              | Indicado  | [ 16 ] |
| 2012 | Prêmio Guarani de Cinema Brasileiro | Revelação do Ano                | 180 Graus                 | Indicado  |        |
| 2014 | Prêmio Guarani de Cinema Brasileiro | Ator Coadjuvante                | Faroeste Caboclo          | Indicado  | [ 17 ] |
| 2014 | Prêmio Contigo! de TV               | Melhor Ator de série/minissérie | A Mulher do Prefeito      | Indicado  | [ 18 ] |
| 2022 | Festival Sesc Melhores Filmes       | Melhor Ator Nacional            | Quem Vai Ficar com Mário? | Indicado  | [ 19 ] |
| 2024 | Festival Sesc Melhores Filmes       | Melhor Ator Nacional            | Fervo                     | Pendente  | [ 20 ] |